# Поркјупајн (Јужна Дакота)
Поркјупајн (енгл. Porcupine) насељено је место без административног статуса у америчкој савезној држави Јужна Дакота.

## Демографија
По попису из 2010. године број становника је 1.062, што је 655 (160,9%) становника више него 2000. године.
| Група             | 2000.    | 2010.     |
| Белци             | 4 (1,0%) | 10 (0,9%) |
| Афроамериканци    | 0 (0,0%) | 0 (0,0%)  |
| Азијати           | 0 (0,0%) | 0 (0,0%)  |
| Хиспаноамериканци | 6 (1,5%) | 19 (1,8%) |
| Укупно            | 407      | 1.062     |